# Kowang
Kowang (Nepali कोबाङ; auch Kobang) ist ein Dorf und ein Village Development Committee im Distrikt Mustang im oberen Flusstal des Kali Gandaki.
Der Ort Kowang liegt auf einer Höhe von 2550 m am westlichen Flussufer des Kali Gandaki im Süden des Distrikts. Im Süden grenzt Kowang an Lete, im Norden an Tukuche. Der Ort liegt am Annapurna Circuit an der Straße zum 20 km weiter nördlich gelegenen Jomsom.

## Einwohner
Im Jahr 2001 betrug die Einwohnerzahl 914. Bei der Volkszählung 2011 hatte Kowang 727 Einwohner (davon 378 männlich) in 198 Haushalten.

## Dörfer und Weiler
Kowang besteht aus mehreren Dörfern und Weilern:
- Khanti (2598 m)
- Kobang (2550 m⊙)
- Larjung (2550 m ⊙)
- Naurikot (2730 m ⊙)
- Sauru (2550 m ⊙)
- Sekung (2530 m)